# Breaza (okręg Bistrița-Năsăud)
Breaza – wieś w Rumunii, w okręgu Bistrița-Năsăud, w gminie Negrilești. W 2011 roku liczyła 994 mieszkańców.